# Trimastix
Trimastix es un protista flagelado de vida libre del grupo de los excavados. Sus células son ovoides de longitud de 7-13 μm. Un surco de alimentación ventral ocupa los tres cuartos anteriores de la cara ventral. Cuatro flagelos se insertan subápicalmente en el inicio del surco en una disposición en cruz, con un flagelo anterior, posterior, izquierdo y derecho. El flagelo posterior es dos a cinco veces la longitud de la célula. Al igual que otros miembros de Metamonada carece de mitocondrias, aunque en su lugar presenta un orgánulo membranoso.